# Wu Minxia
Wu Minxia (Shanghai, 10 november 1985) is een Chinese schoonspringster. Als eerste vrouw werd zij op drie achtereenvolgende edities olympisch kampioene in het schoonspringen.
Bij de Olympische Zomerspelen van 2004 won zij met Guo Jingjing goud bij het 3 meter synchroonspringen en zilver op de 3 meterplank individueel achter dezelfde Guo. Wu en Guo prolongeerden hun titel bij de Zomerspelen van 2008. Bij die spelen behaalde Wu brons op de 3 meterplank individueel. Bij de Spelen van 2012 won Wu goud op beide onderdelen, bij het synchroonspringen aan de zijde van He Zi. In Spelen van 2016 won Wu olympisch goud aan de zijde van Shi Tingmao bij het 3 meter synchroonspringen.
Naast deze Olympische successen won Wu 8 maal goud, 5 maal zilver een keer brons bij wereldkampioenschappen. Haar eerste titel haalde ze in 2001 bij de 3 meterplank synchroonspringen.
1920 Aileen Riggin · 
1924 Elizabeth Becker · 
1928 Helen Meany · 
1932 Georgia Coleman · 
1936 Marjorie Gestring · 
1948 Victoria Draves · 
1952 Patricia McCormick · 
1956 Patricia McCormick · 
1960 Ingrid Krämer · 
1964 Ingrid Engel-Krämer · 
1968 Sue Gossick · 
1972 Micki King · 
1976 Jennifer Chandler · 
1980 Irina Kalinina · 
1984 Sylvie Bernier · 
1988 Gao Min · 
1992 Gao Min · 
1996 Fu Mingxia · 
2000 Fu Mingxia · 
2004 Guo Jingjing · 
2008 Guo Jingjing ·
2012 Wu Minxia ·
2016 Shi Tingmao ·
2020 Shi Tingmao ·
2024 Chen Yiwen
2000: Vera Iljina & Joelia Pachalina · 
2004: Wu Minxia & Guo Jingjing · 
2008: Wu Minxia & Guo Jingjing · 
2012: Wu Minxia & He Zi · 
2016: Wu Minxia & Shi Tingmao · 
2020: Shi Tingmao & Wang Han · 
2024: Chang Yani & Chen Yiwen